# L’Abergement-de-Varey
L’Abergement-de-Varey ist eine französische Gemeinde mit 273 Einwohnern (Stand 1. Januar 2022) im Département Ain in der Region Auvergne-Rhône-Alpes. Sie gehört zum Arrondissement Belley, zum Kanton Ambérieu-en-Bugey und ist Mitglied im Gemeindeverband Plaine de l’Ain.

## Geographie
Die Gemeinde liegt im Juragebirge in der Landschaft Bugey, rund 50 Kilometer nordöstlich von Lyon und ebensoweit südwestlich von Genf. Nachbargemeinden sind Jujurieux im Norden, Boyeux-Saint-Jérôme im Nordosten, Nivollet-Montgriffon im Südosten, Saint-Rambert-en-Bugey im Süden, Ambronay im Südwesten und Saint-Jean-le-Vieux im Nordwesten.
Das Gemeindegebiet wird in nordöstlicher Richtung vom Flüsschen Oiselon zum Ain entwässert, an der nördlichen Gemeindegrenze verläuft parallel dazu der Riez. L’Abergement-de-Varey liegt abseits überregionaler Verkehrsverbindungen, das Dorf wird von der Départementsstraße D 63 erschlossen.

## Geschichte
Eine erste urkundliche Erwähnung des Ortes unter dem latinisierten Namen Arbergamentum findet sich aus dem Jahr 1169. L’Abergement gehörte zur Herrschaft von Varey in der Nachbargemeinde Saint-Jean-le-Vieux, von dem auch die Kirchengemeinde abhing, bevor sie 1808 zur eigenständigen Pfarrei erhoben wurde. Im Mittelalter unterstand das Gemeindegebiet als Teil von Varey zuerst den Herren von Thoire-Villars, bis nach dem Tod des letzten Thoire-Villars schließlich die Grafen von Savoyen die Oberhoheit übernahmen. Mit dem Vertrag von Lyon gelangte das gesamte Bugey im Jahre 1601 an Frankreich.

### Bevölkerungsentwicklung

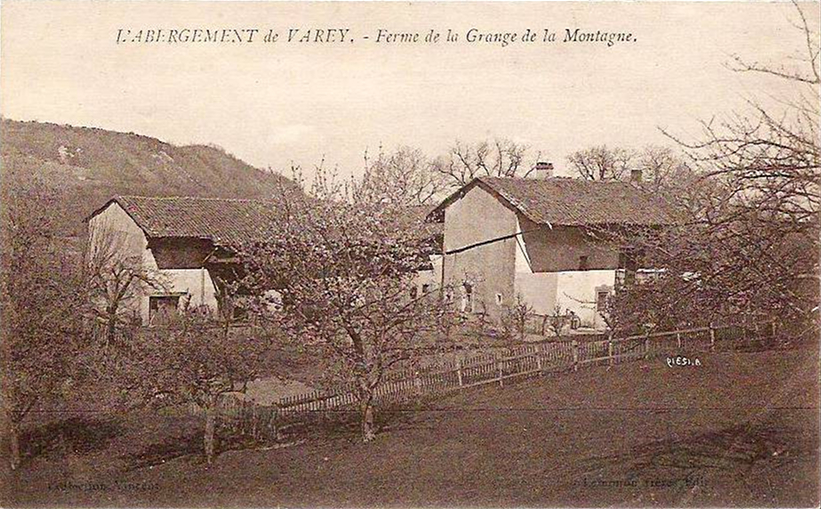
Bauernhaus bei l’Abergement auf historischer Postkarte

| Jahr                       | 1962 | 1968 | 1975 | 1982 | 1990 | 1999 | 2011 | 2021 |
| Einwohner                  | 103  | 88   | 106  | 136  | 159  | 168  | 234  | 267  |
| Quellen: Cassini und INSEE |      |      |      |      |      |      |      |      |

## Wirtschaft
Die Gemeinde liegt im Weinbaugebiet Vin du Bugey.

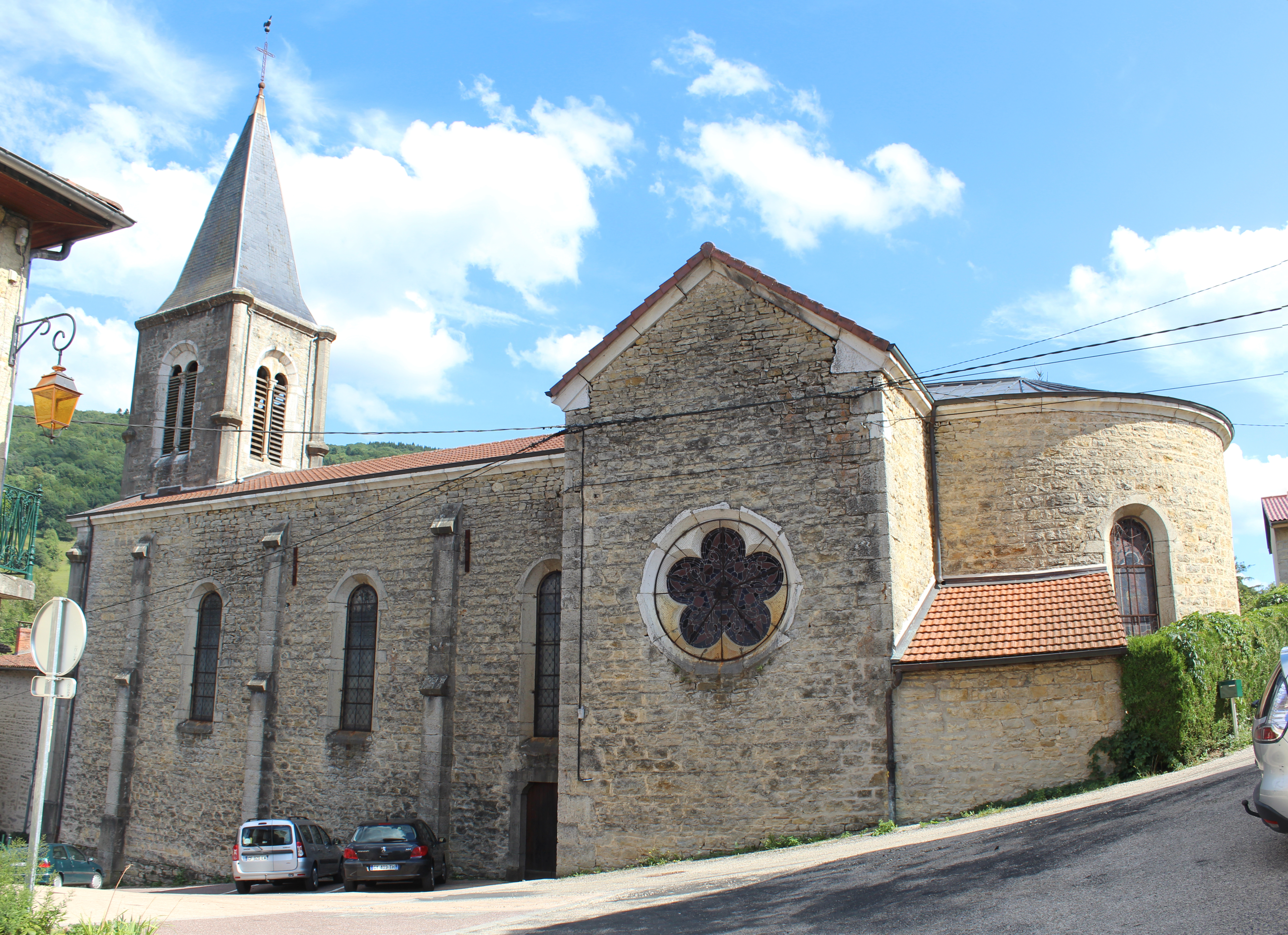
Kirche Sainte-Madeleine

## Sehenswürdigkeiten
- neuromanische Kirche Sainte-Madeleine aus dem 19. Jahrhundert
- Denkmal für den Widerstand während des Zweiten Weltkrieges vom Februar 1944